# Тетерье (Орловская область)
Тетерье — деревня в Покровском районе Орловской области России. 
Входит в Даниловское сельское поселение в рамках организации местного самоуправления и в Даниловский сельсовет в рамках административно-территориального устройства.

## География
Расположена у северных окраин райцентра, посёлка городского типа Покровское, в 66 км к юго-востоку от центра города Орёл.

## Население
| 2002 | 2010 |
| ---- | ---- |
| 301  | ↘287 |

Согласно результатам переписи 2002 года, в национальной структуре населения русские составляли 90 % от жителей.